# 火線衝突
《火線衝突》（英語：Rules of Engagement）是一部2000年美國戰爭律政電影，由威廉·佛雷金執導，故事源自詹姆士·韋伯的原創劇本，史蒂芬·加汉對其重寫。電影由湯米·李·瓊斯和山繆·傑克森領銜主演，講述美國海軍陸戰隊上校泰瑞·L·奇爾德斯（傑克森飾演）命令士兵在美國駐葉門大使館外殺死數名平民後被送上軍事法庭，海耶·霍奇斯上校（瓊斯飾演）為其辯護。
《火線衝突》2000年4月7日在美國上映；在影評界口碑不佳，且片中的政治刻劃受到爭議。

## 演員
- 湯米·李·瓊斯飾演海耶·霍奇斯上校
- 山繆·傑克森飾演泰瑞·L·奇爾德斯上校
- 蓋·皮爾斯飾演馬克·畢格斯少校，軍事檢察官、公訴人
- 布魯斯·格林伍德飾演比爾·索卡爾，美國國家安全顧問
- 布萊爾·安德伍飾演李上尉
- 菲利普·貝克·霍爾飾演H·勞倫斯·霍奇斯將軍
- 班·金斯利飾演穆蘭大使，美國駐葉門大使
- 安妮·亞契飾演穆蘭夫人
- 尼基·凱特飾演海耶斯·勞倫斯·霍奇斯三世
- 達爾·戴飾演派瑞少將
- 馬克·弗瑞施泰因飾演湯姆·錢德勒上尉
- 哈米杜·班馬蘇德飾演艾哈邁爾醫生
- 理查·麥克哥納爾飾演軍法官
- 雷恩·赫斯飾演哈斯汀上尉
- 高登·克萊普飾演哈里斯

## 爭議
美國—阿拉伯反歧視委員會將《火線衝突》與《一個國家的誕生》（1915年）和《永遠的猶太人》（1940年）相提並論，將其描述為「也許是好萊塢史上針對阿拉伯人製作的種族主義色彩電影之最」。導演威廉·佛雷金駁斥了有關本片的種族主義指控：
讓我先聲明一下，本片不反阿拉伯、不反穆斯林，當然也不反葉門。為了在摩洛哥拍攝這部電影，現任摩洛哥國王必須閱讀劇本並批准它、簽上自己的名字……阿拉伯方的參與人員沒有人認為本片在反阿拉伯。電影是反恐才對，對恐怖主義採取了強有力的立場，恐怖主義有很多面孔……但我們製作這部電影並不是為了誹謗葉門政府。葉門是個民主國家，我不認為他們比美國更支持恐怖分子。

## 外部連結
- 互联网电影数据库（IMDb）上《火線衝突》的资料（英文）
- AllMovie上《火線衝突》的资料（英文）
- TCM电影资料库上《火線衝突》的资料（英文）
- Box Office Mojo上《火線衝突》的資料（英文）